# Helena Jelínková
Helena Jelínková (* 1946) je česká fyzička, která působí jako vědkyně a pedagožka na Fakultě jaderné a fyzikálně inženýrské ČVUT v Praze.

## Vzdělání
- 1969 Magisterský titul na Fakultě jaderné a fyzikálně inženýrská
- 1975 Kandidátka matematicko-fyzikálních věd
- 1991 Doktorka technických věd
- 1995 Docentka aplikované fyziky
- 2000 Profesorka aplikované fyziky

## Profesní kariéra
Její výzkum se zabývá návrhem, konstrukcí a realizací laserových systémů, které generují záření ve viditelné, blízké a střední infračervené části spektra, způsobům generace krátkých laserových impulsů a nelineárním jevům využívaným při elektro-optickém spínání nebo při generaci nových vlnových délek. Její výzkum nachází uplatnění v laserových systémech pro družice a v medicíně.
Je autorkou a spoluautorkou řady publikací (100), příspěvků na mezinárodních i domácích konferencích (196), oponovaných výzkumných zpráv (23), patentů (4), interních fakultních reportů (93) a 52 realizovaných technických děl (laserových vysílačů a laserů pro aplikace), spoluautorka sítě laserových družicových radarů.
Kurzy a přednášky na FJFI ČVUT
Paní profesorka přednáší například následující předměty: Úvod do laserové techniky, Laserová technika 2, Laserové technologie, Diplomantský seminář.

## Ocenění
2015 Cena Milady Paulové za výzkum ve fyzice 